# Kirgizistan vid världsmästerskapen i friidrott 2023
Kirgizistan tävlade vid världsmästerskapen i friidrott 2023 i Budapest i Ungern mellan den 19 och 27 augusti 2023.

## Resultat
Kirgizistans trupp bestod av två idrottare.

### Herrar
Gång- och löpgrenar
| Idrottare    | Gren      | Inledande omgång | Inledande omgång | Försöksheat      | Försöksheat      | Semifinal        | Semifinal        | Final            | Final            |
| Idrottare    | Gren      | Resultat         | Placering        | Resultat         | Placering        | Resultat         | Placering        | Resultat         | Placering        |
| ------------ | --------- | ---------------- | ---------------- | ---------------- | ---------------- | ---------------- | ---------------- | ---------------- | ---------------- |
| Timur Isakov | 100 meter | 11,22 0PB0       | 5                | Gick inte vidare | Gick inte vidare | Gick inte vidare | Gick inte vidare | Gick inte vidare | Gick inte vidare |

### Damer
Gång- och löpgrenar
| Idrottare          | Gren    | Final        | Final     |
| Idrottare          | Gren    | Resultat     | Placering |
| ------------------ | ------- | ------------ | --------- |
| Gulshanoi Satarova | Maraton | 2:35.06 0SB0 | 28        |